# Альмог, Дорон
Дорон Альмог (ивр. דורון אלמוג‎; род. 1951) — израильский военный, генерал-майор. Лауреат Премии Израиля (2016).

## Операция «Энтеббе»
Дорон Альмог участвовал в Операции «Энтеббе» в 1976 году по освобождению заложников. Он был первым пилотом, который маркировал взлётную полосу для последующих самолётов и руководил взятием здания аэропорта. Был последним, который покинул угандийскую территорию, после успешной тридцатиминутной операции.